# 大銀杏
大銀杏（おおいちょう）とは、大相撲の十両（十枚目）以上の力士（関取）が結うことができる髪形である。髷（まげ）の先端が大きなイチョウの葉に似ていることからこの名がある。

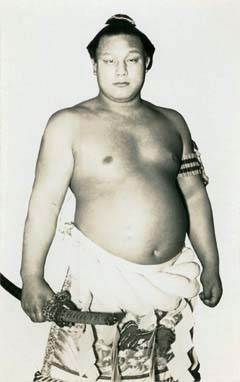
第35代横綱双葉山定次

## 概要
江戸時代、男性の髪形として一般的だった髷を「銀杏髷」（または銀杏頭）と呼んでおり、この髷の部分を大きな体躯にあわせて大きく結った、もしくは形容した髷である。大銀杏は大相撲の十両以上の力士が結うことができる髪形である。ただし、幕下以下の力士でも、十両との取組がある場合や、弓取式、巡業時の初切、床山の練習台、相撲甚句、及び断髪式を行う際には結うことができる（ただし若手年寄の発言によれば関取未経験の場合は三段目以上に在位している力士に限られ、関取経験者に限っては序二段以下に陥落していても可能。相撲甚句を披露する際は結わないことの方が多い）。
関取でも大銀杏は正式なときにのみ結うものとされており、稽古時など普段の髪形は丁髷である。力士の大銀杏は江戸時代に武士の間で見られたものとは異なり、前頭部は剃られず月代（さかやき）にはならない。
山野美容芸術短期大学のコラムによると、大銀杏を結う事の目的は結われた力士本人の気持ちを引き締めることと頭部の保護にあるという。
大銀杏を結いやすくするために頭の上部の髪を剃ることを「中剃り」（なかぞり）と言う。髪の量が多い・密度が高い力士は床山が結いにくいのでこれを行う。1953年3月場所7日目の栃錦 - 若乃花戦は水入りの大相撲になったが、取組中に栃錦の髷を結っていた元結が切れてざんばら髪となり、中剃りをした頭頂部があらわになった。この時はじめて中剃りのことを知った相撲ファンも多かったという。中剃りをしていた力士でも引退間近には、断髪後のことを考えて剃らなくなることが多い。
髷そのものが日本人の髪質にあったものであるため、外国人力士は結うのに苦労することがある。床山の証言によると、把瑠都は髪が弱くて切れやすいので櫛を通す時に気を遣ったと言い、また小錦の場合は強い縮れがあったためストレートパーマをかけたとされる。特にトンガ出身力士はチリチリの剛毛であるため櫛も通らないほどの絡み方であったという。
原則として、関取は取組を行う際、大銀杏を結って土俵に上がることが義務付けられている。俗に「大銀杏が結えないほど頭髪が衰えた関取は引退しなくてはいけない」と言われることがあるが、これは誤解である。昭和の春秋園事件で日本相撲協会を離脱、のちに復帰した力士や、近年でも学生相撲出身力士などで出世が早くて髪の伸びが追いつかなかった者などが、ざんばらや丁髷で十両や幕内の土俵を務める例がある。因みに、元横綱・曙の証言によると「頭頂部が禿げていても後頭部に毛髪が残っていれば大銀杏は結える」とのことである。横綱土俵入りで露払いや太刀持ちを務める力士は大銀杏を結わなければならないという暗黙のルールがあるため、結えない力士はこれらを務めることができない。
開催が予定されていた明治神宮外苑相撲場が空襲で焼き払われたことにより「晴天7日間の非公開場所」となった1945年6月場所は、太平洋戦争の激化により物資と床山が不足したため、大銀杏は横綱土俵入り出場力士のみとなり、ほかの関取衆は土俵入りでも丁髷での登場となった。
相撲規則勝負規定第9条では、「頭髪が砂についた時は負けである。しかし、相手を倒しながら、瞬時早く髪がついた時は負にならない」と定められている。つまり、投げの打ち合いになった場合は、ギリギリまでこらえた側の勝ち。1980年9月場所7日目の高見山 - 貴ノ花戦は、土俵際で高見山の小手投げと貴ノ花の掬い投げの打ち合いとなり、物言いの末貴ノ花の髷が先についたとして高見山の勝ちとされたが、この場合同条項の後半部分が適用されるべきではなかったかという意見もある。
また相手の髪をつかむことは反則である。髷をつかんでの反則負けは、1955年に規定ができて以来2023年1月場所の阿武咲 - 豊昇龍戦まで十両以上で40例あるが、うち30例が2003年以降と増加の傾向にある。反則を厳密にとるようになったことや、はたき系の技が増えていることが要因とされる。

## 髪結いの手順
1. 水桶からガーゼで水を取り、生え際から全体までまんべんなく水分を含ませる。その後、両手で髪を揉み伸ばし、癖を一時的になくす（癖揉み）。手触りで髪をなでて抵抗がなくなるまで行い、最低で5分、本場所の初日などで久しぶりに大銀杏を結う場合は最長で30分かかるという[9]。
2. 固形のビン付け油を手のひらで練って髪にまんべんなくつけ、癖のなくなった髪を固定する[10]。
3. 荒櫛で髪をよくとかす[10]。
4. 梳き櫛でフケなどの細かい汚れをとる。このため、梳き櫛には髢（かもじ、人工毛）を取り付けている[11]。
5. 揃い櫛でもう一度とき、髪を束ねる位置を決める[12]。
6. 元結で髪を縛る（第一元結）。この時、左手で髪の毛を支えるため元結の片端を左奥歯で噛んで固定しており、床山は歯の強さが求められる。通常の丁髷では、ここから髪を前に折り返して数センチ前方でもう一度結び（第二元結）、完成する[12]。
7. 髷棒（畳針にヤスリをかけたもの）を元結のそばに差し込み、髷を大銀杏の形に整える。
8. 先縛りで髷の折り返しの部分を仮に結び、力をかけて折り返す。第一元結の場所で折り返した髪を縛る（先縛りを外す）。
9. 前掻きで前頭部を数度かけて、前頭部を整える[13]。
10. ハケ先（髪の先端）を整え、半円型にする。きれいに整わない場合は、握り鋏で切りそろえる[14]。